# Sonokulon
Sonokulon is een bestuurslaag in het regentschap Blora van de provincie Midden-Java, Indonesië. Sonokulon telt 2162 inwoners (volkstelling 2010).